# Margaret Mazzantini
Margaret Mazzantini (ur. 27 października 1961 w Dublinie) – włoska aktorka, pisarka i dramaturg pochodzenia irlandzkiego.
Jest autorką pięciu powieści i dwóch dramatów.

## Wybrana filmografia
- aktorka
  - 1982: La Voce
  - 1988: Serce matki jako Valeria
  - 1996: Niebo coraz bardziej błękitne jako Roberta
  - 2004: Namiętność jako Ostatnia kobieta w tej historii
- autorka scenariusza
  - 2015: Sam się nie uratujesz

## Nagrody i nominacje
Została nominowana do nagrody David di Donatello i nagrody Goya.
W 2002 otrzymała literacką Nagrodę Stregi za powieść Zatrzymaj się (wł. Non ti muovere).